# SummerSlam (2025)
SummerSlam 2025, promovat și sub numele de SummerSlam: New Jersey, a fost un eveniment de wrestling profesionist, pay-per-view (PPV) și transmisiune live, produs de WWE. A fost cea de-a 38-a ediție anuală SummerSlam și a avut loc ca un eveniment împârțit în două nopți, sâmbătă, 2 august, și duminică, 3 august 2025, pe MetLife Stadium din East Rutherford, New Jersey, găzduit de wrestleri din brandurile Raw și SmackDown ale promoției. Cântăreața Cardi B a fost gazda evenimentului.
Acesta a fost primul SummerSlam care a avut loc pe parcursul a două nopți, rezervat anterior doar pentru WrestleMania din 2020. Acesta a fost primul SummerSlam difuzat pe Netflix pe majoritatea piețelor internaționale, după ce WWE Network a fuzionat sub aceeași platformă în ianuarie 2025. Acesta a fost al treilea eveniment WWE care a avut loc pe MetLife Stadium, după WrestleMania 29 și WrestleMania 35 din 2013 și 2019, respectiv. Acesta a fost al patrulea SummerSlam care a avut loc în East Rutherford, după evenimentele din 1989, 1997 și 2007. Evenimentul a inclus, de asemenea, ultima apariție a lui John Cena la un SummerSlam ca luptător în ring, din cauza retragerii sale din wrestlingul profesionist la sfârșitul anului 2025.
Evenimentul a cuprins un total de 13 meciuri, șapte în prima seară și șase în a doua; prima seară avea inițial programate șase, dar un al șaptelea a avut loc ca un meci improvizat după evenimentul principal. În evenimentul principal al primei nopți, CM Punk l-a învins pe Gunther pentru a câștiga Campionatul Mondial la categoria grea din Raw, după care Seth Rollins și-a încasat contractul Money in the Bank și l-a învins pe Punk pentru a câștiga titlul. În alte meciuri importante, Tiffany Stratton a învins-o pe Jade Cargill pentru a-și păstra Campionatul Feminin WWE din SmackDown, iar în meciul de deschidere, Roman Reigns și Jey Uso i-au învins pe Bron Breakker și Bronson Reed.
În evenimentul principal din a doua seară, Cody Rhodes l-a învins pe John Cena într-un meci de tip Street Fight pentru a câștiga Campionatul WWE Undisputed din SmackDown. În alte meciuri importante, Dominik Mysterio l-a învins pe AJ Styles pentru a-și păstra Campionatul Intercontinental WWE din Raw, The Wyatt Sicks (Dexter Lumis și Joe Gacy) au câștigat un meci Six-Pack Tables, Ladders, and Chairs pentru a-și păstra Campionatele WWE Tag Team din SmackDown, iar în meciul de deschidere, Naomi le-a învins pe Rhea Ripley și Iyo Sky într-un meci Triple Threat pentru a-și păstra Campionatul Mondial Feminin din Raw. A doua seară a evenimentului a fost remarcabilă pentru revenirea surpriză a lui Brock Lesnar, care se afla inactiv în WWE de la ediția de SummerSlam din 2023.

## Rezultate
| No.                                        | Meciuri                                                                                          | Stipulația meciului                                                                            | Timp  |
| ------------------------------------------ | ------------------------------------------------------------------------------------------------ | ---------------------------------------------------------------------------------------------- | ----- |
| 1                                          | Roman Reigns și Jey Uso i-a învins pe Bron Breakker și Bronson Reed⁠(d) (însoțit de Paul Heyman). | Meci Tag team                                                                                  | 21:10 |
| 2                                          | Charlotte Flair și Alexa Bliss le-a învins pe Raquel Rodriguez⁠(d) și Roxanne Perez⁠(d) (c).       | Meci Tag Team pentru WWE Women's Tag Team Championship⁠(d)                                      | 13:30 |
| 3                                          | Sami Zayn l-a învins pe Karrion Kross⁠(d) (însoțit de Scarlett).                                  | Meci Singles                                                                                   | 8:10  |
| 4                                          | Tiffany Stratton⁠(d) (c) a învins-o pe Jade Cargill.                                              | Meci Singles pentru WE Women's Championship                                                    | 7:05  |
| 5                                          | Drew McIntyre și Logan Paul i-a învins pe Randy Orton și Jelly Roll⁠(d).                          | Meci Tag team                                                                                  | 17:10 |
| 6                                          | CM Punk l-a învins pe Gunther (c).                                                               | Meci Singles pentru World Heavyweight Championship                                             | 30:20 |
| 7                                          | Seth Rollins (însoțit de Paul Heyman) l-a învins pe CM Punk.                                     | Meci Singles pentru World Heavyweight Championship Rollins a încasat valiza Money in the Bank. | 0:10  |
| \| (c) \| – Campionul înaintea meciului \| |                                                                                                  |                                                                                                |       |
| (c)                                        | – Campionul înaintea meciului                                                                    |                                                                                                |       |

| No.                                        | Meciuri | Stipulația meciului                                                                                   | Timp  |
| ------------------------------------------ | --- | --- | ----- |
| 1                                          | Naomi (c) le-a învins pe Rhea Ripley și Iyo Sky⁠(d). | Meci Triple Threat pentru Women's World Championship                                                  | 16:20 |
| 2                                          | The Wyatt Sicks⁠(d) (Dexter Lumis⁠(d) & Joe Gacy⁠(d)) (c) i-au învins pe Andrade & Rey Fénix⁠(d), #DIY⁠(d) (Johnny Gargano & Tommaso Ciampa), Fraxiom⁠(d) (Axiom⁠(d) & Nathan Frazer⁠(d)), Motor City Machine Guns (Alex Shelley⁠(d) & Chris Sabin⁠(d)) și The Street Profits⁠(d) (Angelo Dawkins⁠(d) & Montez Ford⁠(d) | Meci Six-Pack Tables, Ladders, and Chairs pentru WWE Tag Team Championship                            | 16:00 |
| 3                                          | Becky Lynch (c) a învins-o pe Lyra Valkyria. | Meci No Disqualification, No Countout Last Chance pentru WWE Women's Intercontinental Championship⁠(d) | 25:05 |
| 4                                          | Solo Sikoa⁠(d) (c) l-a învins pe Jacob Fatu. | Meci Steel Cage pentru WWE United States Championship                                                 | 12:40 |
| 5                                          | Dominik Mysterio (c) l-a învins pe AJ Styles. | Meci Singles pentru WWE Intercontinental Championship                                                 | 10:45 |
| 6                                          | Cody Rhodes l-a învins pe John Cena (c). | Meci Street Fight pentru Undisputed WWE Championship                                                  | 37:45 |
| \| (c) \| – Campionul înaintea meciului \| | | |       |
| (c)                                        | – Campionul înaintea meciului | |       |